# رود پونوی
رود پونوی (انگلیسی: Ponoy) یک رودخانه در استان مورمانسک کشور روسیه است.